# Saharanpur (Division)
Die Division Saharanpur ist eine Division im indischen Bundesstaat Uttar Pradesh. Der Verwaltungssitz befindet sich in der Stadt Saharanpur.

## Distrikte
Die Division Saharanpur gliedert sich in drei Distrikte:
| Distrikt      | Verwaltungssitz | Fläche in km² | Einwohner (2011) | Ew./km² |
| ------------- | --------------- | ------------- | ---------------- | ------- |
| Saharanpur    | Saharanpur      | 3.689         | 3.466.382        | 940     |
| Shamli        | Shamli          | 1.063         | 1.274.815        | 1.199   |
| Muzaffarnagar | Muzaffarnagar   | 4.008         | 4.143.512        | 1.034   |